# Янковский, Лех
Лех Янковский (пол. Lech Jankowski; 1 апреля, 1956, Лешно) — польский композитор, художник, режиссёр представлений, комбинирующих музыкальное, театральное и пластическое искусство, этнолог. Живёт в Познани.

## Творчество
Является автором музыки к нескольким фильмам братьев Куай, учеников Яна Шванкмайера, например «Институт Бенжамента, или Этот сон люди называют человеческой жизнью» (по произведению Вальзера), «Улица крокодилов» (по произведению Бруно Шульца), а в 2017 году и к ленте Стейси Стирс «Край Алхимии»; кроме того, Янковский пишет музыку для театра. Произведения композитора были отмечены наградами на Международном фестивале анимационных фильмов в Загребе (в 1986 году, за музыку к фильму «Улица крокодилов»), польского журнала «Театр» (в 1994 году, за авторский спектакль «Один день из жизни Эрика С.» (пол. Jeden dzień z życia Erika S), основанный на произведениях Эрика Сати).
Также является художником, его картины представлены в частных коллекциях Польши и за рубежом.